# Artur Glebko
Artur Paweł Glebko (ur. 1978) – polski menedżer, działacz społeczny, instruktor harcerski w stopniu harcmistrza, komendant Chorągwi Gdańskiej ZHP (2014–2022).

## Wykształcenie i życie zawodowe
Ukończył Technikum Łączności w Gdańsku jako technik elektronik ze specjalnością systemy komputerowe. Naukę kontynuował na Politechnice Gdańskiej, uzyskując tytuł magistra inżyniera z zakresu elektryki. Ukończył studia podyplomowe z zarządzania nieruchomościami, wyceny nieruchomości, pośrednictwa w obrocie nieruchomościami i uzyskał uprawnienia audytora energetycznego. Prowadził działalność gospodarczą m.in. z zakresu usług budowlanych i usług gastronomicznych.

## Działalność harcerska
Od początku aktywności harcerskiej związany z Hufcem ZHP Gdańsk-Śródmieście. W latach 1999–2013 i 2014–2017 Komendant Szczepu Knieja, którego był jednym z założycieli. W szczytowym momencie pod komendą Artura Glebko Szczep Knieja liczył 13 drużyn harcerskich i gromad zuchowych. Członek, a następnie przewodniczący Komisji Stopni Instruktorskich Hufca Gdańsk-Śródmieście, tamże również w latach 2007–2011 członek Komendy ds. kształcenia. Na 38 Zjeździe ZHP w 2013 roku wybrany na członka Rady Naczelnej ZHP. Zastępca Komendanta Zlotu ZHP Gdańsk 2018. W wyniku obrad XI Zjazdu Chorągwi Gdańskiej 15 listopada 2014 roku został wybrany na funkcję Komendanta Chorągwi. Wybór ponowiono na XII Zjeździe Chorągwi Gdańskiej 24 listopada 2018 roku. W ramach pełnionej funkcji przyczynił się do poprawy kondycji liczebnej Chorągwi Gdańskiej ZHP oraz jej sytuacji finansowej.

## Życie rodzinne
Żonaty, ma syna Filipa i córkę Zuzannę.

## Odznaczenia
- Srebrny Krzyż Zasługi (2022)[3]
- Brązowy Krzyż Zasługi (2018)[4]
- Srebrny Krzyż „Za Zasługi dla ZHP” (2017)